# SAIC Motor
SAIC Motor Corp., Ltd. (раніше Shanghai Automotive Industry Corporation) — з 1958 року китайський виробник автомобілів, мотоциклів, автобусів та сільськогосподарської техніки. Найбільший китайський автовиробник. Штаб-квартира розташована в місті Шанхай. Голова ради директорів - Ху Маоюань (Hu Maoyuan). Заснована в 1955 році,  наразі вона є найбільшим із «великої четвірки» державних виробників автомобілів Китаю, випереджаючи FAW Group, Dongfeng Motor Corporation і Changan Automobile, з продажами 5,02 мільйона автомобілів у 2023 році. 

## Історія

### Заснування компанії
Китайський автопром зародився наприкінці 1950-х років.
Перший легковик, випущений в Китаї, носив назву Dongfeng-CA71. Це був розкішний седан фірми Dongfeng, кузов був скопійований з французької Simca VDT, а під капотом розташовувався мотор, позичений у Mercedes-Benz 190 (W120), цю машину стали випускати наприкінці травня 1958 року. Але побудували їх в кількості всього 30-ти машин. Наступного місяця був представлений Jin Gang Shan, який був побудований на 1.2 л агрегатах "VW Жука", їх стали випускати на заводі BAW (Beijing Auto Works), обидві фірми, до речі, існують донині. Третьою машиною постав Hongqi CA72 (укр. - "Червоний Прапор"), він був побудований на вузлах "Крайслера".
У вересні, через місяць після прем'єри "Червоного прапора", представили автомобіль з назвою "Fenghuang" ("Фенікс") заводу Shanghai City Power Machinery Manufacturing Company, яка з'явилася 6 місяцями раніше шляхом злиття шанхайських компаній Shanghai City Diesel Parts Manufacturing Company і Shanghai City Power Equipment Manufacturing Company.
Первісток "Шанхайського заводу двигунів внутрішнього згоряння" був побудований на шасі ГАЗ-20 "Перемога" з модернізованим кузовом Plymouth Savoy 1956 року. Під капотом був мотор, побудований фірмою Nanjing, який знову ж був клоном мотора "Перемоги".
У січні 1959 року був побудований другий автомобіль з такою назвою, під капотом у нього вже був мотор V8, також запозичений у "Крайслера". Але передок відрізнявся вже здвоєними фарами. Рівно через рік підприємство змінило назву на Shanghai City Agricultural Machinery Manufacturing Company.
У листопаді 1960 року з'явилися вже нові автомобілі, по суті, це був Mercedes-Benz W128, який був знятий з виробництва роком раніше, єдине - відрізнявся дизайн передка і задньої частини, які були виконані в злегка запізнілому американському стилі. Технічна начинка також була від "Мерседеса", від моделі 220S (W128), тобто рядна 6-ка, об'ємом 2.2 л і потужністю 90 сил, коробка передач була 4-ступенева. Першу партію випустили в кількості 13 машин, дрібносерійно їх продовжили випускати до лютого 1964 року, поставлялися машини виключно партійним діячам, в цілому було побудовано 77 машин цієї моделі.

### Початок виробництва автомобілів
У лютому 1964 року завод вирішив почати масове виробництво цієї машини, попутно змінивши назву на Shanghai, а модель отримує назву SH760. Зовні машина отримала дещо інший декор, технічно залишилася колишньою.
Але, не дивлячись на те, що за планом було будувати до 5000 автомобілів на рік, все одно машина постачалася тільки політичним діячам, і у вільний продаж не надходила, за рангом ця машина була аналогічна радянській "Волзі".

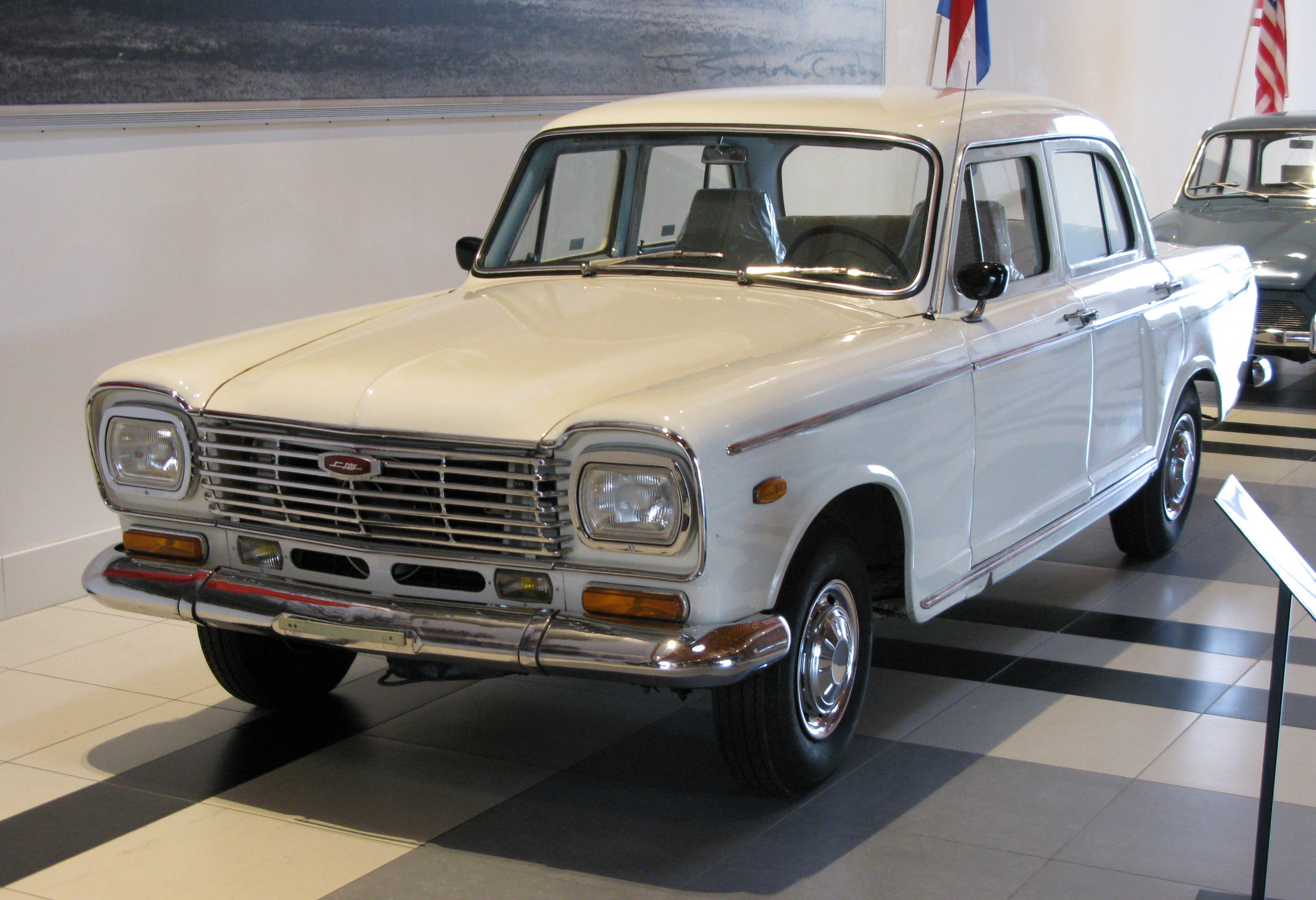
Shanghai SH760A

У травні 1966 року була представлена модель для парадів - Shanghai SH761. Не дивлячись на те, що машина базувалася на моделі 760, вона була трохи довшою в габаритах і мала відкритий кузов. Машина була у виробництві до 1971 року, їх побудували всього 14 екземплярів.

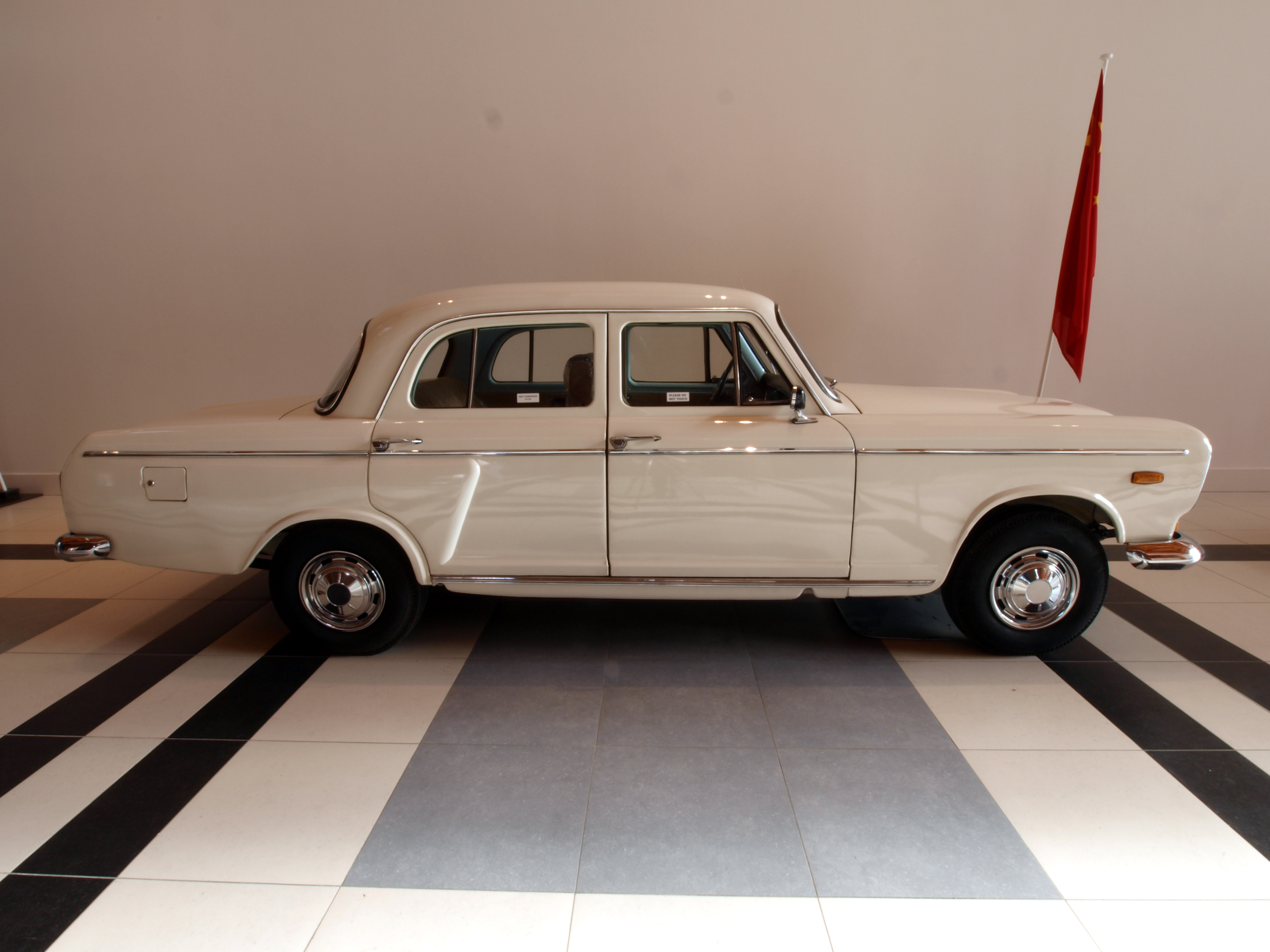
Shanghai SH760A

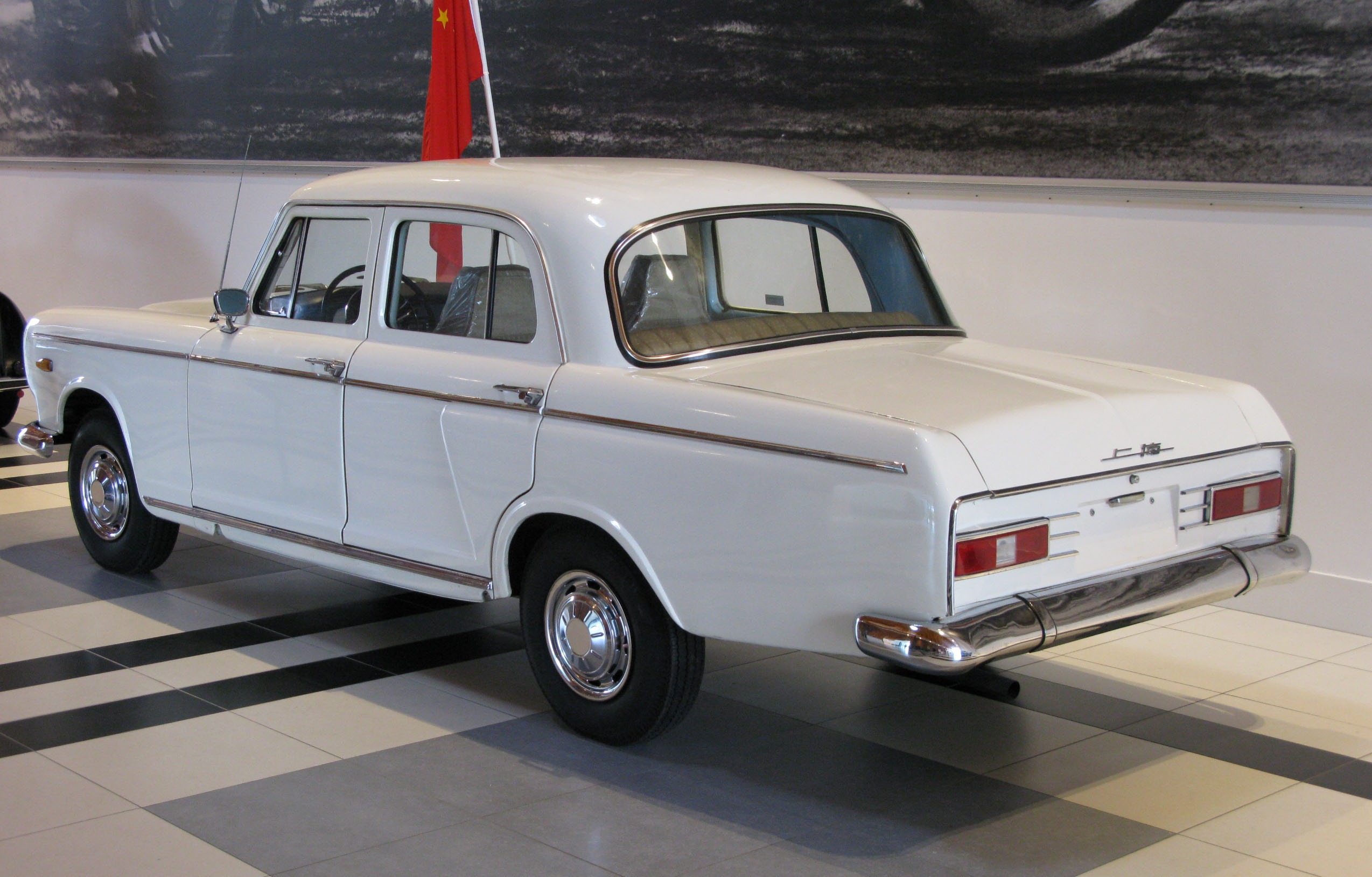
Shanghai SH760A

Разом з тим, в 1968 році Shanghai SH760 піддається модернізації, оскільки вибране 8 років тому американське оформлення передньої і хвостової частини виглядало вже застарілим. Машина отримує нові передні і задні крила, прямокутні фари спереду і ззаду, разом з ними - і нове позначення - SH760A.
У квітні 1969 року підприємство в черговий раз змінює назву на Shanghai City Tractor & Automotive Industry Company.
У цей час ці машини починають надходити і в розпорядження підприємств, що займаються таксуванням, причому, водії, що їздили на "Шанхаях" - люди особливої касти, і не рідкісні були випадки, що міліціонери вмикали зелене світло на світлофорах, якщо бачили, що попереду їхав "Шанхай", ще в 70-ті роки в Китаї було ручне регулювання світлофорів. А світло вмикали, плутаючи машину з міністерською, оскільки ніяких особливих розпізнавальних знаків на таксомоторах не було.
У 1974-1978 роках будують 30 автомобілів з кузовом, запозиченим у Mercedes-Benz W116, з V8 від Honq Qi.
Тоді ж, у 1974 році, модернізують модель 760.
У 1980 році з'являються два прототипи: SH750 з роторним мотором, і SH761S, який повинен був прийти на зміну моделі SH760B, проте уряд Китаю починає вести нову економічну політику, і вирішує створювати спільні підприємства.

### Створення спільних підприємств

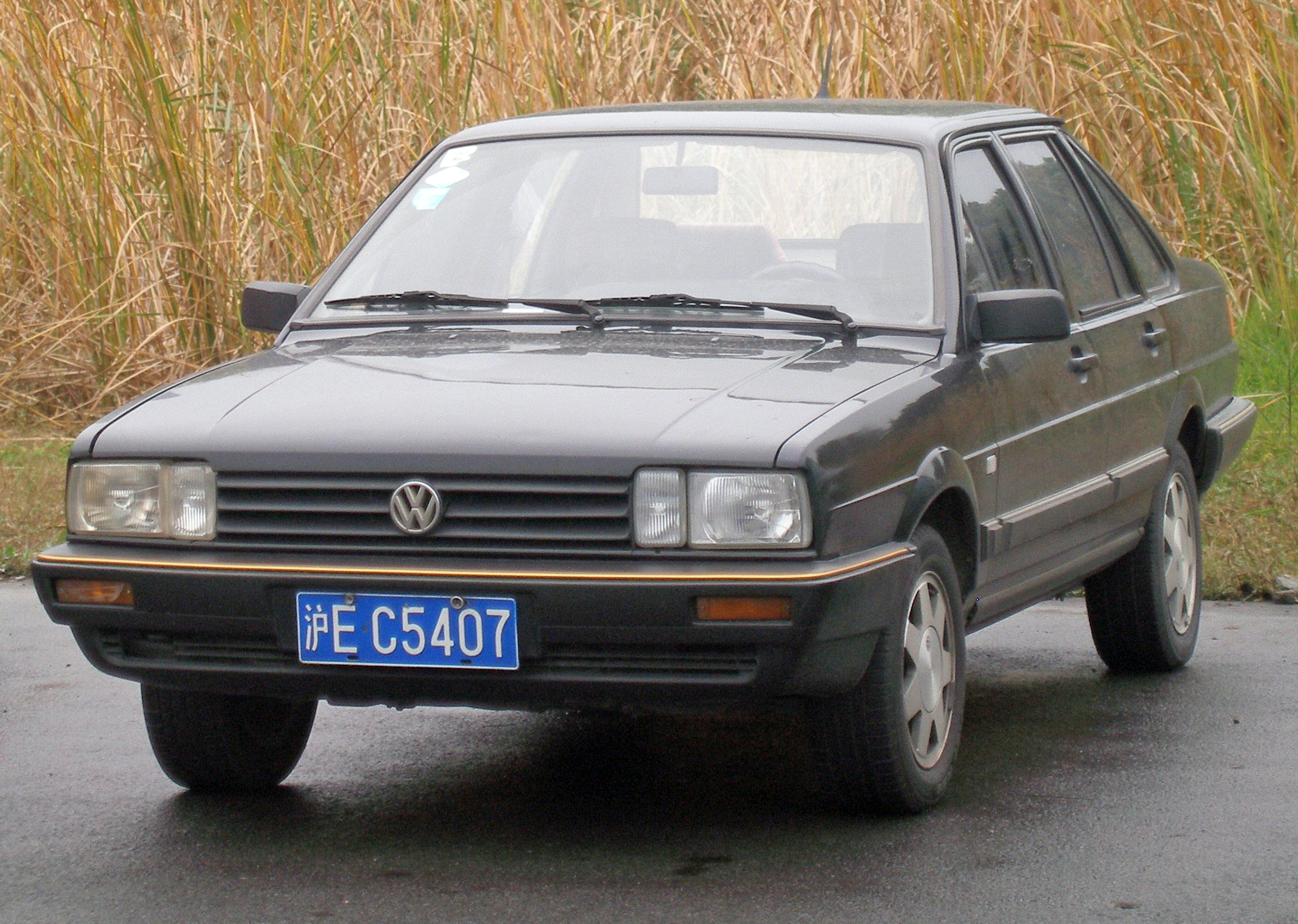
Shanghai Santana

У 1982 році підписується договір про співпрацю Volkswagen AG з китайським урядом, як партнера німецької фірми компартія КНР вибирає Shanghai City Tractor & Automotive Industry Company. У квітні 1983 року починається збірка Volkswagen Santana з машинокомплектів, що надходили з Німеччини, під назвою Shanghai Santana. Під капотом можна було побачити тільки один-єдиний мотор - об'ємом 1.6 л і потужністю 90 сил.
У жовтні 1984 року створюється окрема фірма - Shanghai Volkswagen Automotive Co. Ltd, яка розпочинає повноцінне збирання автомобілів марки Volkswagen.
У 1986 році китайці замовляють британській фірмі Locomotors Limited розробити пікапи на базі седанів SH760B, британці готують два варіанти - SH760С і SH760D, з одинарною і подвійною кабіною. Через кілька років машини отримали пластикові бампери, решітки радіатора і задню оптику від VW Santana.
У березні 1990 року фірма змінює назву на Shanghai Automotive Industry Corporation, або скорочено SAIC.
У листопаді 1991 року модель SH760B відходить в історію, модернізована машина отримує новий індекс - Shanghai SH-7221. Також з'являється більш потужна версія - SH-7231, з 2.35 л мотором, потужністю 100 к.с..
Головним впровадженням стала поява ременів безпеки, також оновили і пікапи, які отримали індекс Shanghai SH-1020 SP.
Однак оновлені автомобілі пробули всього кілька років у виробництві, коли завод остаточно переключився на виробництво більш сучасної продукції Volkswagen.

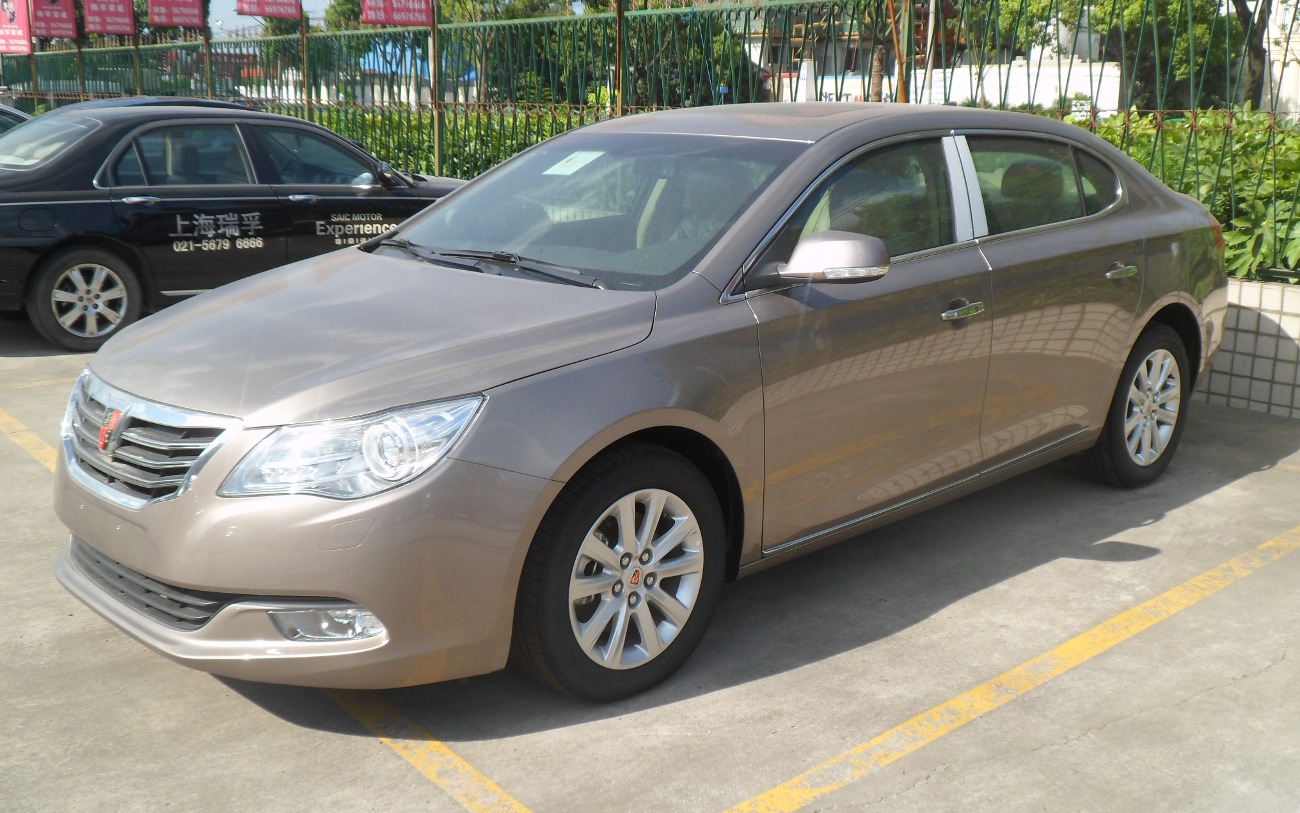
Roewe R95

З цього моменту SAIC починає активно розвиватися і рости. У 1995 році підписується договір про співпрацю з GM, а вже через 10 років фірмі належить багато марок і брендів, в тому числі і Roewe, нащадок британського Rover. Однак бренд Roewe не пішов в маси, як хотілося б, і в 2012 році, через 10 років забуття, китайська фірма вирішила воскресити ім'я, яке асоціювалося у китайців з недоступною мрією. Новим Shanghai повинен стати Roewe R95, побудований на базі Opel Insignia.
Сьогодні на заводах SAIC виробляються легкові автомобілі, трактори, мотоцикли, вантажівки, автобуси, а також комплектуючі до автомобільної техніки.
У липні 2023 року Audi та SAIC Group оголосили про своє партнерство, згідно з яким платформу EV від IM Motors буде впроваджено в електричні моделі Audi. На електромобілях Audi, які побудовані на платформі від SAIC, не буде логотипу у вигляді чотирьох кілець.  
У вересні 2023 року Європейська комісія (ЄК) розпочала антисубсидійне розслідування проти китайських виробників електромобілів, у тому числі SAIC, яка експортувала електромобілі у великих обсягах під брендом MG у регіон.  У червні 2024 року Європейська комісія завершила розслідування та оголосила про нові тарифи на електромобілі китайського виробництва (додатково до існуючого 10-відсоткового тарифу для всіх автомобілів іноземного виробництва незалежно від типу двигуна), які набули чинності 4 липня 2024.  Електромобілі, вироблені компанією SAIC Motor, будуть обкладатися найвищим тарифом у 38,1 відсотка.  26 червня, після отримання додаткової інформації, ЄС знизив запропоновані тарифи з 38,1 відсотка до 37,6 відсотка для SAIC.  Тарифи, що застосовуються до транспортних засобів SAIC, є найвищими серед китайських виробників електромобілів, яких це стосується.  SAIC опублікувала заяву, в якій засудила це рішення, зазначивши, що тарифи є формою несправедливої ринкової дискримінації, яка суперечить принципам вільної торгівлі.
У липні 2024 року SAIC Motor оприлюднила заяву, в якій заявила, що офіційно звернеться до Європейської комісії з проханням провести слухання щодо антисубсидійного розслідування. Компанія стверджувала, що розслідування Європейської комісії попросило SAIC розкрити свою комерційно конфіденційну інформацію, включаючи хімічні формули, пов’язані з акумуляторами, що SAIC відхилила, оскільки це виходить за рамки звичайного розслідування.

## Склад корпорації
SAIC включає в себе понад 50 підприємств в економічній зоні Шанхаю. 
Серед них: 
- Shanghai-Sunwin Bus Corporation
- Shanghai-Huizhong Automotive Manufacturing
- Shanghai-Xingfu Motorcycle
- Shanghai-New Holland Agricultural Machinary
- Shanghai-Pengpu Machinary

та ін.

## Спільні підприємства

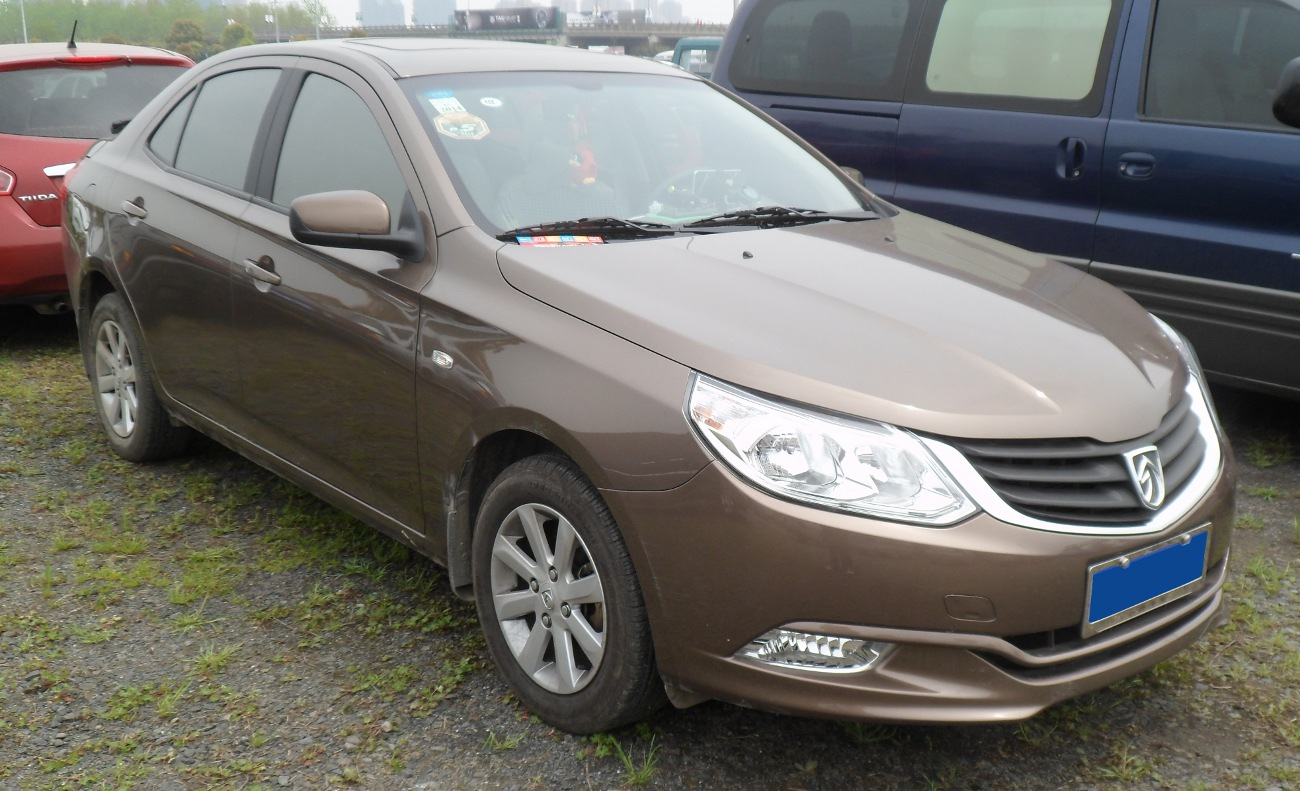
Baojun 630

- Shanghai Volkswagen Automotive Company (SVAC)
- Shanghai General Motors Corporation (Shanghai GM)
- SAIC-GM-Wuling Automobile
- Shanghai Automotive Co. Ltd. - Виробник автокомпонентів.
- Shanghai Advanced Traction Battery Systems Co. (ATBS) - спільне підприємство з виробником літій-іонних акумуляторів A123 Systems[11].

Близько 60% всіх вироблених комплектуючих Shanghai Automotive Co. Ltd. поставляє компаніям Shanghai Volkswagen Automotive Company і Shanghai General Motors Corp. 
Shanghai Volkswagen Automotive Company (SVAC)

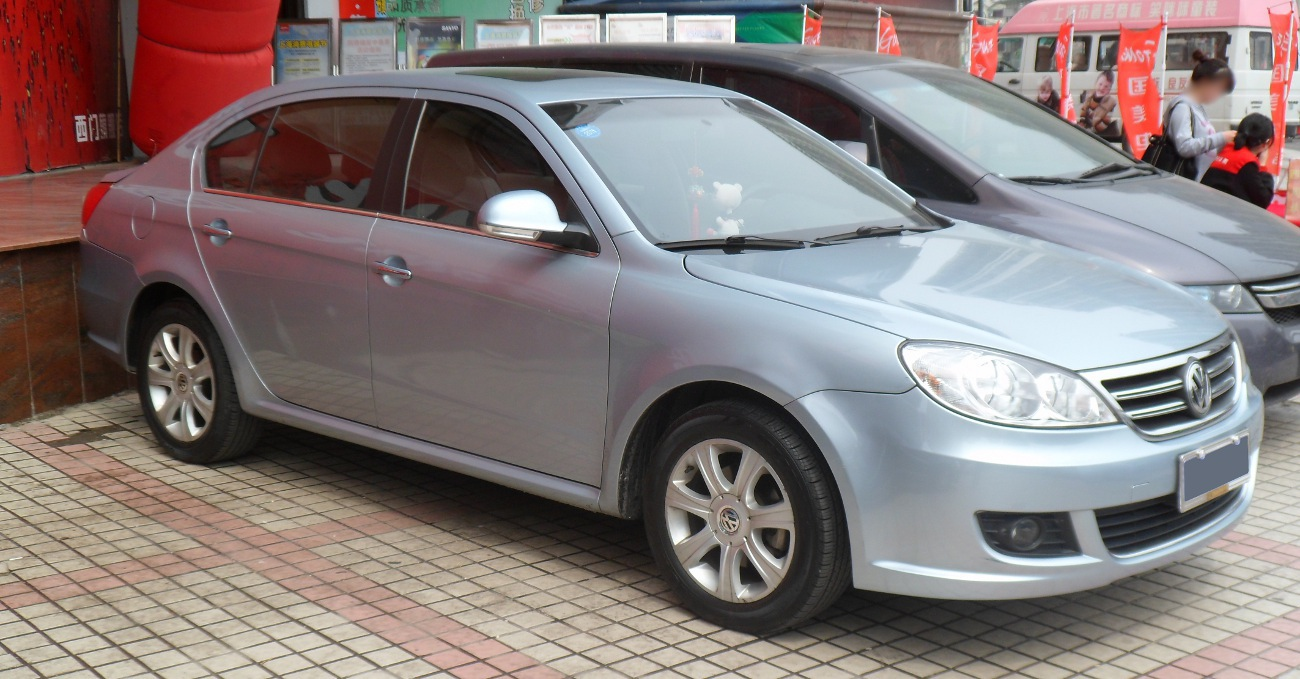
Volkswagen Lavida

Створено в 1984 році. Частки SAIC і Volkswagen складають по 50%. 
Продукція, автомобілі: 
- Gol
- Polo Jin Qing
- Polo Jin Qu
- Lavida
- Touran
- Santana
- Santana 3000
- Passat Lingyu

Виробничі потужності SVAC - до 550 000 автомобілів на рік. У 2005 році компанія виробила 244 700 автомобілів. 
Shanghai General Motors Company Limited (Shanghai GM)

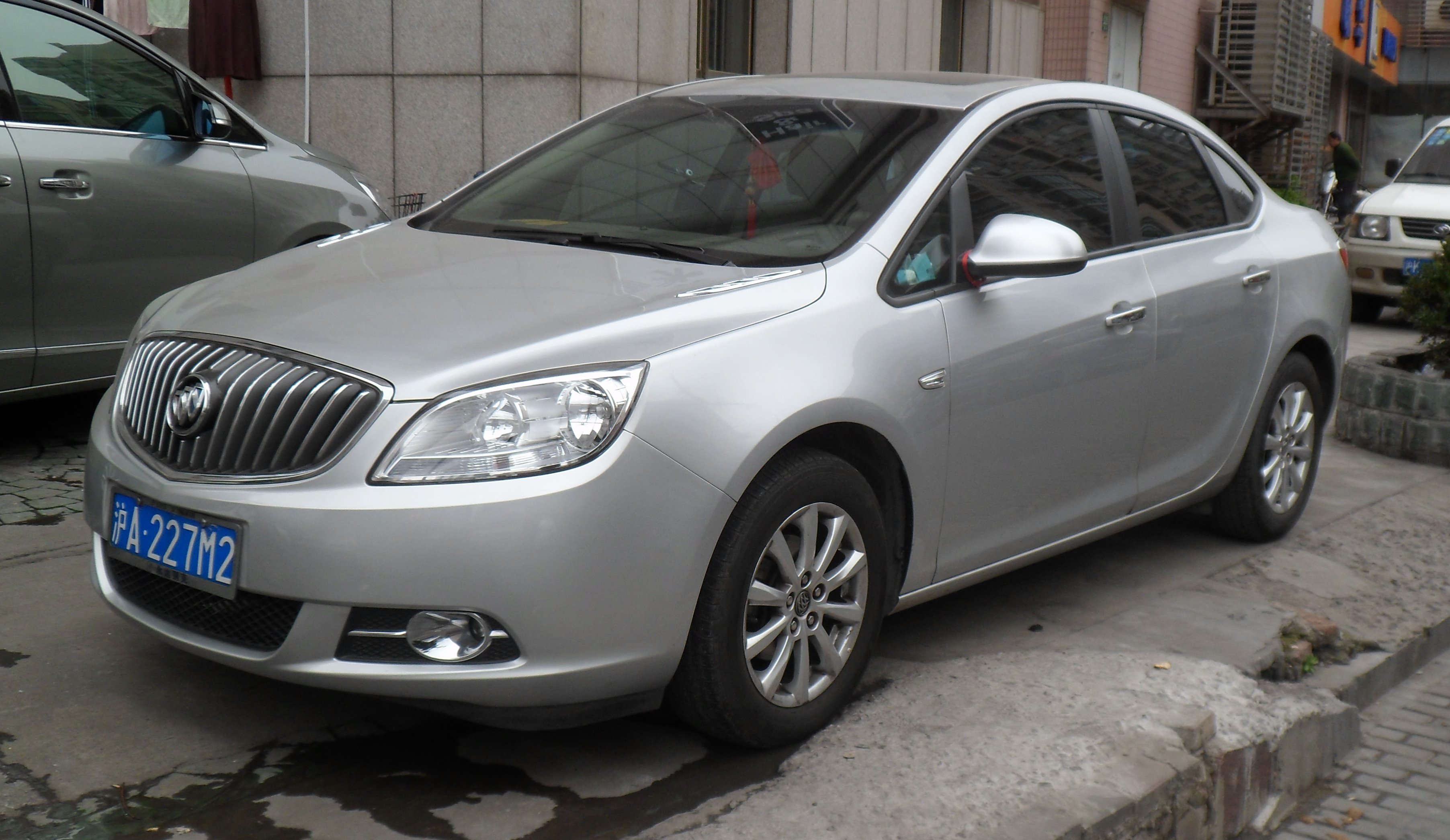
Buick Excelle GT

Заснована 12 червня 1997 року. Частки SAIC і General Motors складають по 50%. 
Продукція, автомобілі: 
- Chevrolet
- Buick
- Cadillac

Виробничі потужності Shanghai GM до 480 000 автомобілів на рік, а також деякі комплектуючі до них. Це найбільше спільне підприємство в автомобілебудівній галузі Китаю. У 2005 році Shanghai GM справила 298600 автомобілів.

## Придбання MG Rover

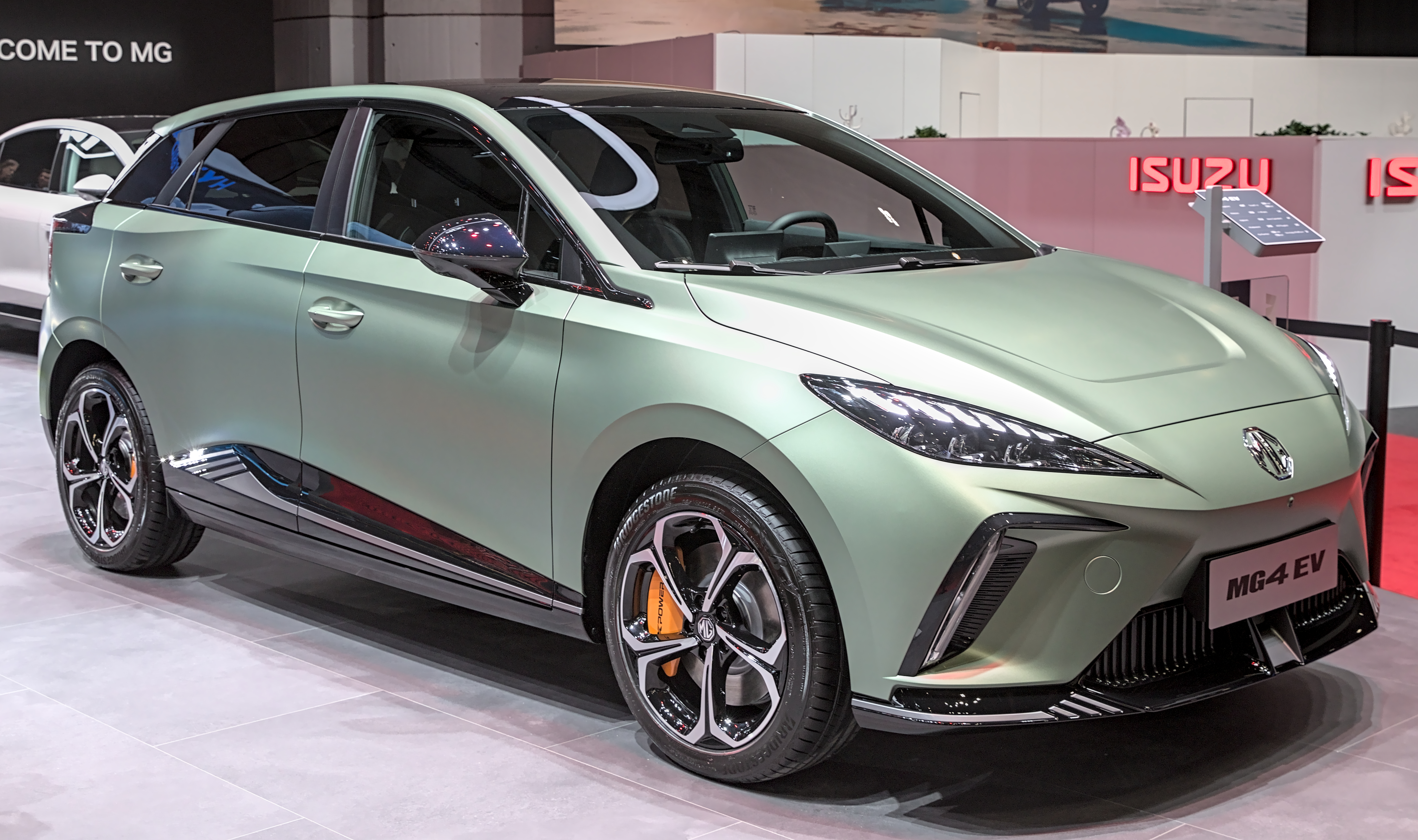
MG4 XPower

У серпні 2004 стало відомо про можливе придбання SAIC британської автомобільної компанії MG Rover Group. У березні 2005 SAIC і компанія Nanjing Automobile Corporation (NAC) оголосили про намір придбати 50% і 20% акцій MG Rover. Але угода не відбулася через важкий фінансовий стан MG Rover. 
Восени 2004 року SAIC придбала права інтелектуальної власності на деякі продукти MG Rover Group Ltd., Включаючи права на моделі Rover 25 і Rover 75, а також двигун K-серії Rover Powertrain за £ 67 млн. У червні 2005 року SAIC придбала права на спортивну модель MG TF. 
22 липня 2005 року Nanjing Automobile Corporation придбала MG Rover за £ 53 млн. SAIC намагалася придбати торгову марку Rover за £ 11 млн у BMW Group, але торгова марка була продана Ford.

## Злиття з Nanjing Automobile Corporation
26 грудня 2007 року SAIC Motor і Nanjing Automobile Corporation оголосили про своє злиття. SAIC Motor придбала 50% акцій Nanjing Auto в італійської компанії Fiat. SAIC Motor заплатить Fiat 2095000000 юанів ($ 285,7 млн.) за 50% Nanjing Auto. Yeujin (материнська компанія Nanjing Automobile) отримає 320 млн акцій SAIC Motor, що еквівалентно 4,9% акціонерного капіталу. 
Таким чином SAIC Motor стала власником бренду MG Rover. 

## Виробництво власних брендів

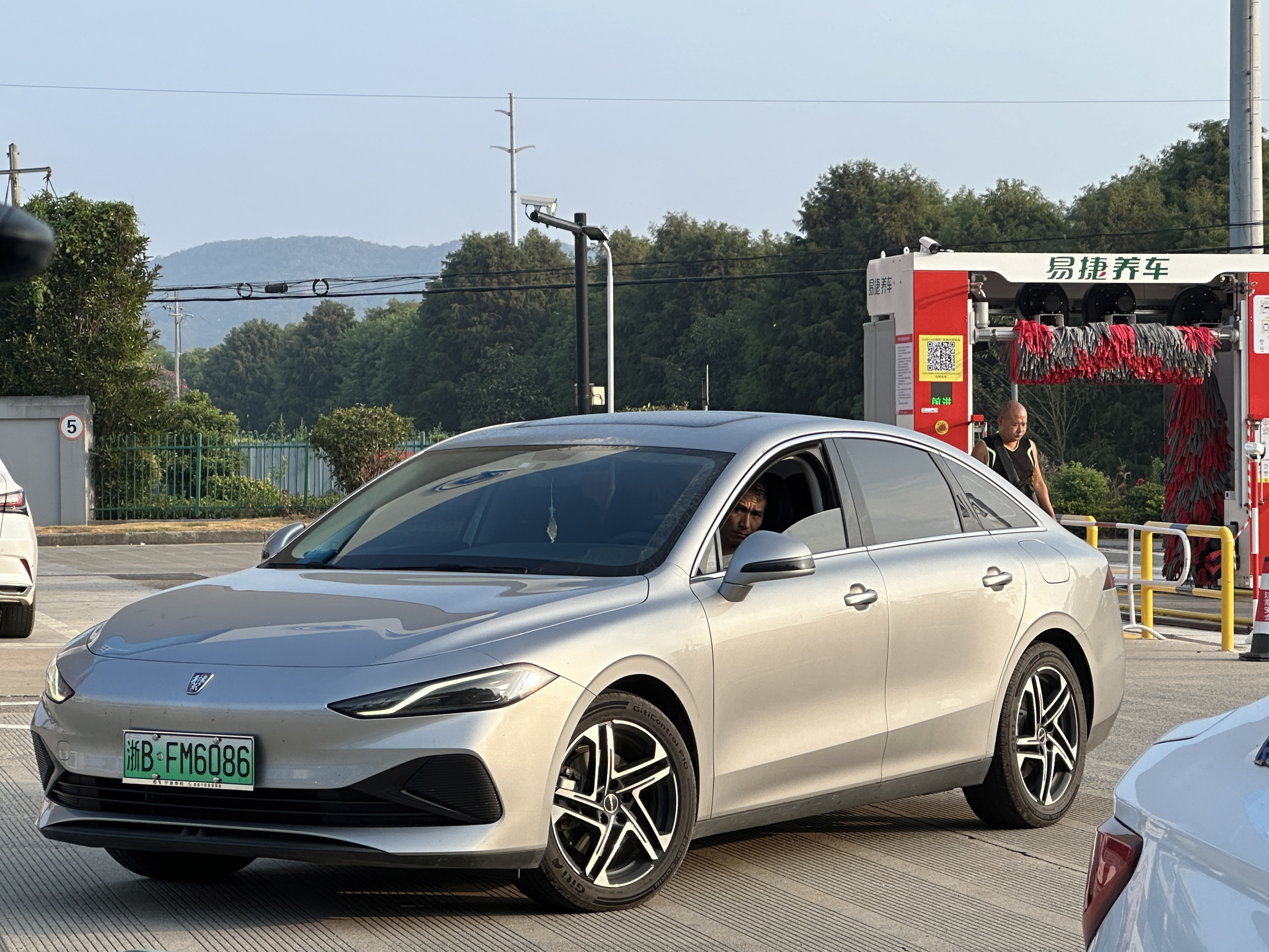
Roewe D7

У січні 2006 року SAIC отримав дозвіл уряду КНР на виробництво автомобілів власної марки. Основою для першої моделі SAIC стали розробки, придбані у MG Rover Group Ltd. Побудований завод потужністю 120 000 автомобілів і 170 000 двигунів на рік. Вартість цього проекту оцінюється в 3680000000 юанів ($ 457 млн.). Вихід нового автомобіля Roewe (на базі Rover 75) відбувся в 2007 році. Shanghai Automotive відкрило свій дизайнерський центр у Європі. 
У 2007 році SAIC почав експорт власних автомобілів під назвою Roewe. 

## Гібридний транспорт
SAIC Motor на автошоу в Шанхаї в 2007 році представила гібридну версію автомобіля Roewe 750. У січні 2008 а SAIC Motor уклала угоду з компанією Johnson Controls-Saft про постачання літій-іонних акумуляторів для виробництва гібридних автомобілів. 
Виробництво гібридних автомобілів планується розпочати в 2010 році . 
У квітні 2009 року SAIC Motor придбала mild Hybrid технологію у компанії Delphi Corporation.
У серпні 2009 року SAIC Motor уклала угоду з компанією BYD Co - китайським виробником літій-іонних акумуляторів. 

## Список автомобілів Shanghai
- 1964 - Shanghai SH760
- 1966 - Shanghai SH761
- 1968 - Shanghai SH760A
- 1974 - Shanghai SH771
  - Shanghai SH760B
- 1983 - Shanghai Santana
- 1986 - Shanghai SH760C
  - Shanghai SH760D
- 1991 - Shanghai SH-7221
  - Shanghai SH-7231
  - Shanghai SH-1020 SP

### Концепт кари
- 2010 - SAIC Leaf